# David Nzinga
David Nzinga, född 9 juni 1990 i Luanda, Angola, är en angolansk-svensk skådespelare och filmproducent.
Nzingas karriär som skådespelare inleddes 2008 i SVT-serien Familjen Babajou som sedermera blev nominerad till Kristallen. Han har även medverkat i flera andra produktioner som långfilmerna Måste gitt, Aniara och East of sweden  samt TV-serierna Måste gitt, Sjukt oklar och Gåsmamman.

## Filmografi (i urval)

### Skådespelare
- 2009 – Familjen Babajou (TV-serie)
- 2017 – Måste Gitt
- 2018 – Aniara
- 2018 – Sjukt oklar (TV-serie)
- 2019 – Gåsmamman (TV-serie)
- 2020 – Tjockare än vatten (TV-serie)
- 2020 – Måste gitt (TV-serie)
- 2021 – En hederlig jul med Knyckertz (TV-serie)
- 2023 – Ingen ängel (TV-serie)
- 2024 – Från insidan (TV-serie)
- 2025 – Där solen alltid skiner (TV-serie)

### Producent
- 2015 – Jag har din rygg
- 2016 – Gola inte
- 2020 – Känner du min granne
- 2021 – Glaciär
- 2023 – Maria Wern – Vinna eller försvinna
- 2023 – Maria Wern – Jacqueline
- 2023 – Maria Wern – Plats 89
- 2023 – Maria Wern – Ett tidigare liv